# Rachelle Vinberg
Rachelle Vinberg, née le 27 août 1998 à Long Island (New-York), est une actrice et skateuse américaine. Elle est surtout connue pour jouer le rôle de Camille, une version fictive d'elle-même, dans le film Skate Kitchen et la série télévisée Betty inspirée par le vrai groupe de skateuses dont elle fait partie.

## Filmographie
- 2016 : That One Day (court-métrage) : Rachelle
- 2018 : Skate Kitchen : Camille[3]
- 2020 : Betty (série télévisée) : Camille